# Фридрих V Шенк фон Лимпург-Шпекфелд
Фридрих V Шенк фон Лимпург-Шпекфелд (на немски: Friedrich V Schenk von Limpurg-Speckfeld; * ок. 1468; † 24 февруари 1521, Вормс) е наследствен имперски шенк на Лимбург, господар в замък Шпекфелд над Маркт Айнерсхайм в Бавария.

## Произход
Той е големият син на Георг II Шенк фон Лимпург, господар на Шпекфелд-Оберзонтхайм (1438 – 1475) и съпругата му Маргарета фон Хоенберг-Вилдберг († 1475), дъщеря на граф Зигмунд фон Хоенберг († пр. 1440/1486) и фрайхерин Урсула фон Рецюнс († 1477). Внук е на Фридрих IV Шенк фон Лимпург (1401 – 1474) и Сузана фон Тирщайн († 1474). Баща му е убит на 10 май 1475 г.
Брат е на Георг III Шенк фон Лимпург (1470 – 1522), княжески епископ на Бамберг (1505 – 1522), и на Готфрид I Шенк фон Лимпург (1474 – 1530), шенк на Лимпург, господар на Лимпург-Оберзонтхайм, Аделмансфелден, Шпекфелд, Буххорн. Сестра му Елизабет Шенк фон Лимпург-Шпекфелд († сл. 1538) e омъжена 1483 г. за граф Лудвиг IV фон Хелфенщайн-Визенщайг (1447 – 1493) и на 23 ноември 1495 г. за граф Георг I фон Хелфенщайн-Блаубойрен († 1517).

## Фамилия
Фридрих V Шенк фон Лимпург-Шпекфелд се жени за Катарина фон Вертхайм († 3 юни 1499), дъщеря на граф Георг I фон Вертхайм († 1453/1454) и Анна фон Йотинген († 1461). Те имат един син:
- Филип фон Лимпург-Шпекфелд (* 25 май 1486; † 13 септември 1519), неженен